# 5476 Mulius
5476 Mulius è un asteroide troiano di Giove del campo troiano. Scoperto nel 1989, presenta un'orbita caratterizzata da un semiasse maggiore pari a 5,1109571 au e da un'eccentricità di 0,0746258, inclinata di 13,70239° rispetto all'eclittica.
L'asteroide è dedicato a Mulio, guerriero troiano ucciso da Achille.